# Alfred von Domaszewski

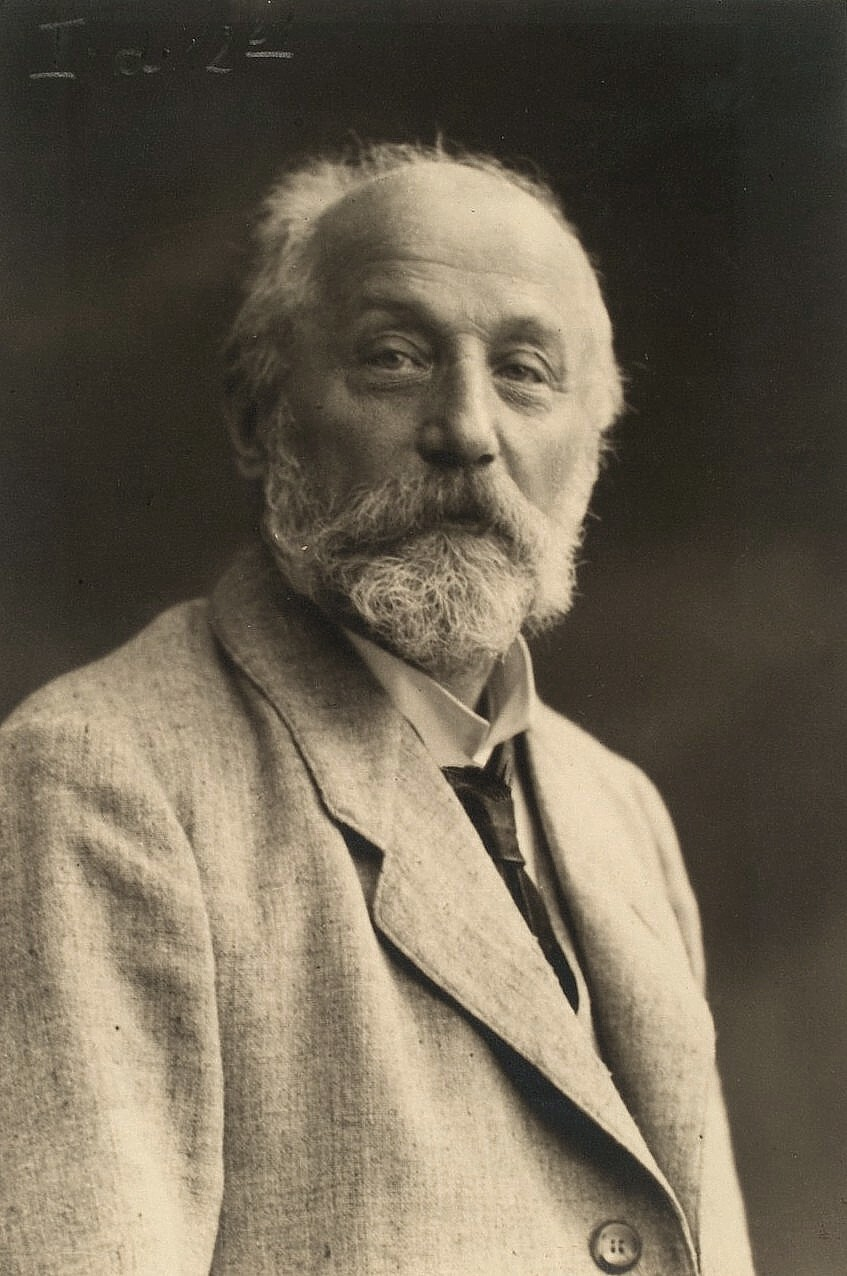
Alfred von Domaszewski.

Alfred von Domaszewski, född 30 oktober 1856 i Temesvár i dåvarande Ungern, död 25 mars 1927 i München, var en österrikisk historiker.
Domaszewski blev 1887 professor vid Heidelbergs universitet. Han författade bland annat Geschichte der römischen Kaiser (två band, 1909; andra upplagan 1914). Tillsammans med filologen Rudolf Ernst Brünnow framställde han en analys av och karta över den antika staden  Petra.